# Gustaf Grevilli
Lars Gustaf Grevilli, född 28 november 1834 i Linköping, död 1 juli 1913 i Mariestad, var en svensk industriman.
Gustaf Grevilli var son till fabrikören Carl Peter Grevilli. Han praktiserade först en tid vid ett järnbruk i Värmland och var därefter elev vid Chalmerska slöjdskolan 1860-1862. Därefter var Grevilli bruksförvaltare vid Hellekis säteri med tillhörande kalkstensbrott 1862-1880 och anlade även ett mekaniskt stenhuggeri där. 1881 blev han VD för Katrinefors AB, en post han sedan innehade fram till sin död. Under hans tid tiodubblades produktionen vid pappersbruket, och man ökade även sitt skogsinnehav och sin produktion av pappersmassa betydligt. Han lät även anlägga ett vattenkraftverk vid Mariefors 1891 och var en av stiftarna av Kraft AB Gullspång-Munkfors som försåg bruket med elektricitet. Därtill var Grevilli disponent för och styrelseordförande för Harge AB 1896-1913, VD för AB Tidan 1898-1913, styrelseledamot i Mariebergs tändsticksfabriks AB 1891-1911 och i Wargöns AB 1907-1912. Han var en av stiftarna för förste ordförande i Svenska pappersbruksföreningen, ledamot av Mariestads stadsfullmäktige och dess ordförande 1900-1909 samt ledamot i Skaraborgs läns landsting. Han var även styrelseledamot i Skaraborgs läns ränteanstalt.